# Het
Het je bil po Genezi 10:15 drugi Kanaanov sin in Noetov vnuk in legendarni praoče svetopisemskih Hetitov (Hetejcev). Hetejci so bili drugo od dvanajstih kanaanskih ljudstev, potomcev Hetovih sinov. Živeli so v okolici Hebrona (Geneza 23:3,7).
V  Genezi 10:15-16 je Het umeščen med najstarejšega Kanaanovega sina  Sidona in mlajše brate »Jebusejca, Amorejca, Girgašejca, Hivejca, Arkejca, Sinejca, Arvadejca, Cemarejca in Hamatejca«. Ljudstva, katerih predniki so bili Hetovi sinovi, se imenujejo Hetovi sinovi (Geneza 23:3, 5, 7, 10, 16, 18, 20). 
Ime Het pomeni On, ki ga je okrepil Jahve.